# الدبه، سودان
الدبة (به عربی: الدبة ) یک منطقهٔ مسکونی در سودان است که در شمالیه واقع شده‌است.

## خصوصیات
الدبة ۵۲٬۰۰۰ نفر جمعیت دارد.